# Santa Ana (Costa Rica)
Santa Ana è un distretto della Costa Rica, capoluogo del cantone omonimo, nella provincia di San José.